# 마거릿 미첼

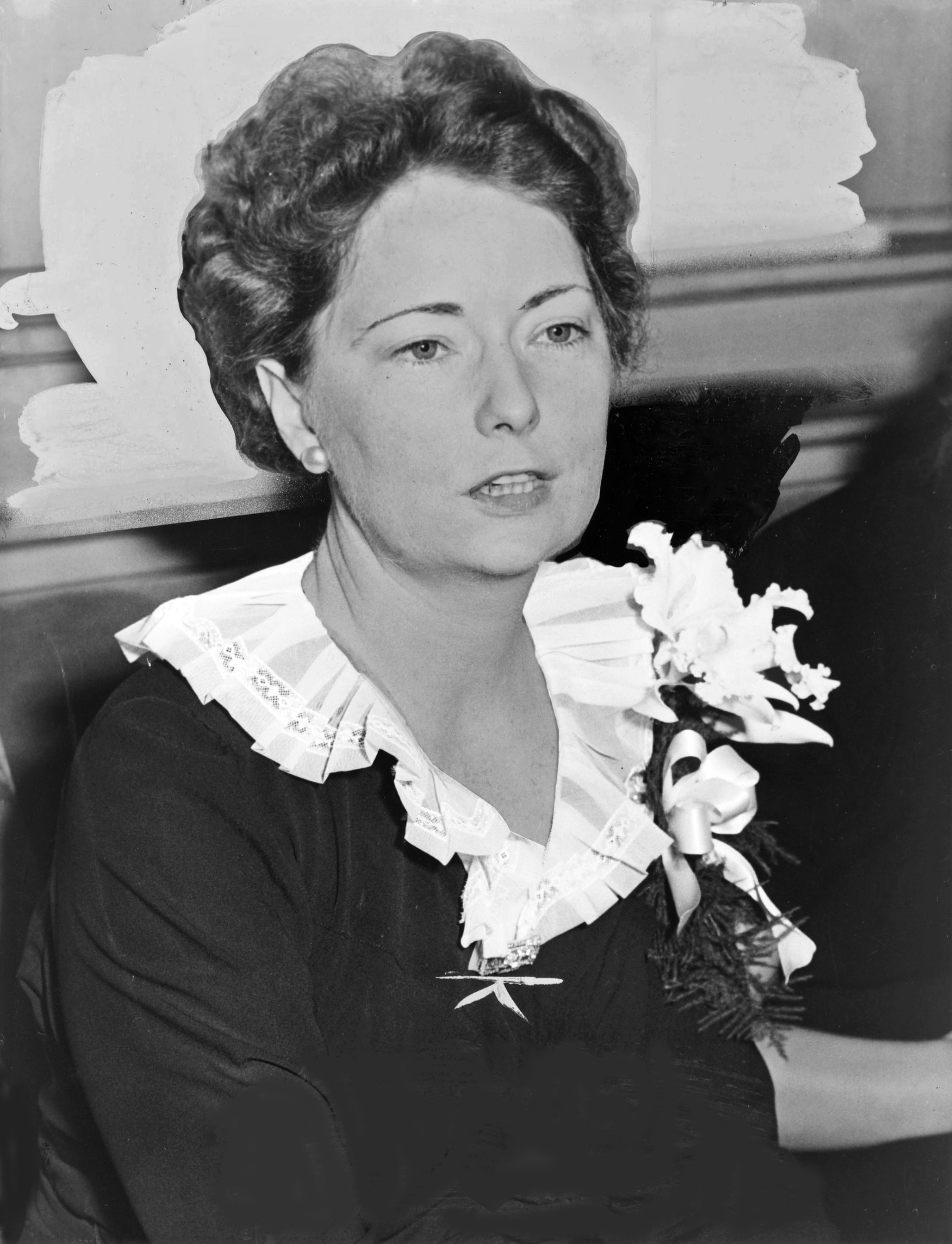
마거릿 미첼(1941년)

마거릿 머널린 미첼(영어: Margaret Munnerlyn Mitchell, 1900년 11월 8일 ~ 1949년 8월 16일)은 1936년작 《바람과 함께 사라지다》로 유명한 미국의 작가이다.
그녀는 미국의 남부 조지아주 애틀랜타에서 태어났다. 어린시절을 애틀랜타에서 보내며 남부의 역사와 남북 전쟁 시기의 일화를 들으며 성장하였다.
독서광이었던 그녀는 애틀랜타 워싱턴 신학대학교(Atlanta's Washington Seminary)를 졸업한 후, 여성 교육에 관심이 많았던 어머니의 뜻에 따라 북부에 있는 명문 여자 대학인 스미스 대학교(Smith College)에 들어가 의학을 공부한다. 그곳에서 '헨리'라는 육군 장교와 연애를 하기도 하지만 헨리는 제1차 세계 대전에 참전했다가 사망하고, 이후 스페인 독감으로 어머니가 세상을 떠나게 되자 1918년에 학교를 중퇴하고 다시 고향 애틀랜타로 돌아왔다. (이 과정은 이후 그녀의 소설에 큰 영향을 준다)
그 후 애틀랜타의 언론사에서 일하기도 했으며 결혼하여 평범하게 살던 중 발목을 다치는 바람에 신문사를 그만두고 남북 전쟁을 바탕으로 한 대작 《바람과 함께 사라지다》를 집필하기 시작했다. 그가 어린 시절부터 듣던 전쟁 시기의 일화와 치밀하게 수집한 자료를 바탕으로 10년 간 집필하여 1936년 출판된 이 장편소설은 폭발적인 인기를 몰며 빠른 시간내에 베스트셀러가 되었으며 이듬해 1937년 퓰리처상 수상의 영예를 안게 되었다. 3년 뒤인 1939년 비비언 리 주연의 영화로 출시되게 되면서 더욱 유명해졌다.
그러나 미첼은 소설가로서 이 한 작품만을 남겼을 뿐이며, 1949년 8월 11일 저녁, 남편 존 마쉬(John Marsh)와 함께 영화 캔터베리 이야기를 보러가는 도중에 애틀란타 13번가의 피치트리 거리(Peachtree Street)를 건너다가 과속으로 달리던 자동차에 치었다. 완전히 의식을 회복하지 못한 채, 5일 후 그래디 병원(Grady Hospital)에서 48세로 사망했다. 애틀랜타의 오클랜드 묘지에 묻혔다.

## 저서
- 사라진 섬 레이즌 (첫 작품)
- 바람과 함께 사라지다 (마지막 작품)